# السلوقية (تونس)
السلوڤية هي مدينة صغيرة تقع غرب العاصمة تونس على طريق الكاف  ما بين تستور ومجاز الباب ، تحتوي على مسجد بقلب البلدة، وتتوفر على سوق أسبوعي كل يوم السبت.